# Automobiles Westinghouse
Die Société des Automobiles Westinghouse war ein französischer Automobilhersteller.

## Unternehmensgeschichte
Das Unternehmen wurde 1901 in Le Havre als Zweigwerk des amerikanischen Unternehmens Westinghouse Electric gegründet. 1904 begann die Produktion von Automobilen. Der Markenname lautete Westinghouse. 1912 endete die Produktion. Bei Marta in Arad (Ungarn) fand eine Lizenzfertigung statt.

## Fahrzeuge
Anfangs gab es die Modelle 20/28 CV und 30/40 CV mit Kettenantrieb. 1908 erschienen die Modelle 16/20 CV und 20/30 CV mit Kardanantrieb sowie der 35/40 CV mit Kettenantrieb. Alle Fahrzeuge waren mit Vierzylindermotoren ausgestattet.